# Честер (селище, Нью-Йорк)
Честер (англ. Chester) — селище (англ. village) в США, в окрузі Орандж штату Нью-Йорк. Населення — 3993 особи (2020).

## Географія
Честер розташований за координатами 41°21′25″ пн. ш. 74°16′37″ зх. д. / 41.35694° пн. ш. 74.27694° зх. д. (41.356942, -74.276920).  За даними Бюро перепису населення США в 2010 році селище мало площу 5,56 км², уся площа — суходіл.

## Демографія
Згідно з переписом 2010 року, у селищі мешкало 3969 осіб у 1568 домогосподарствах у складі 1024 родин. Густота населення становила 713 осіб/км².  Було 1646 помешкань (296/км²).
Расовий склад населення:
| - 69,8 % — білих - 11,8 % — чорних або афроамериканців - 6,2 % — азіатів - 0,6 % — корінних американців - 7,6 % — осіб інших рас |

До двох чи більше рас належало 3,9 %. Частка іспаномовних становила 17,6 % від усіх жителів.
За віковим діапазоном населення розподілялося таким чином: 23,7 % — особи молодші 18 років, 65,8 % — особи у віці 18—64 років, 10,5 % — особи у віці 65 років та старші. Медіана віку мешканця становила 37,9 року. На 100 осіб жіночої статі у селищі припадало 94,6 чоловіків;  на 100 жінок у віці від 18 років та старших — 90,7 чоловіків також старших 18 років.
Середній дохід на одне домашнє господарство  становив 76 066 доларів США (медіана — 62 929), а середній дохід на одну сім'ю — 83 136 доларів (медіана — 79 219). Медіана доходів становила 59 052 долари для чоловіків та 41 157 доларів для жінок. За межею бідності перебувало 8,8 % осіб, у тому числі 11,1 % дітей у віці до 18 років та 6,9 % осіб у віці 65 років та старших.
Цивільне працевлаштоване населення становило 1985 осіб. Основні галузі зайнятості: освіта, охорона здоров'я та соціальна допомога — 21,6 %, роздрібна торгівля — 15,5 %, науковці, спеціалісти, менеджери — 13,1 %, транспорт — 11,2 %.